# Oma (Kinderroman)
Oma ist ein Kinderroman des deutschen Schriftstellers Peter Härtling, der im Jahr 1975 mit Bildern von Peter Knorr beim Verlag Beltz & Gelberg veröffentlicht wurde.

## Inhalt
Kalle ist fünf Jahre alt, als er seine Eltern bei einem Verkehrsunfall verliert. Erst kann er es gar nicht begreifen. Seine 67-jährige Oma Erna nimmt das Waisenkind zu sich in ihre kleine Wohnung nach München. Die beiden müssen sich daraufhin aneinander gewöhnen, was nicht immer einfach ist. Kalle kann beispielsweise mit den Erzählungen seiner Großmutter aus ihrer Vergangenheit nicht viel anfangen, er ärgert sich über die abschätzigen Bemerkungen, die Oma manchmal über Kalles Mutter macht, und er schämt sich für sie, als sie in der Schule auftaucht und dort zu Kalles Leidwesen für ‚Gerechtigkeit‘ sorgt. Andererseits ist Kalle stolz auf Oma, als diese wegen der Waisenrente für ihren Enkel beim Amt vorstellig wird und den Beamten mit Nachdruck auffordert, bei der Genehmigung einen Zahn zuzulegen. Oder auf ihren resoluten Umgang mit Kaufleuten und Nachbarn. Die Großmutter ist sich ihrerseits insgeheim unsicher, ob sie der neuen Situation gewachsen ist, denn abends fällt sie oft todmüde ins Bett. Zum achten Geburtstag bekommt Kalle eine neue Hose und eine gemeinsame Ferienreise in den Bayerischen Wald geschenkt. Während sich Kalle auf dem Bauernhof mit einem anderen Gastkind rasch anfreundet und seinen Spaß hat, kommen sich die Großmutter und die Bäuerin immer wieder in die Quere, sodass es letztlich der einzige gemeinsame Urlaub der beiden bleibt. Die beiden gewöhnen sich langsam immer mehr aneinander und beide merken, dass etwas fehlen würde, wenn sie einander nicht hätten. Deshalb ist es für Kalle ein großer Schock, als Oma kurz vor seinem zehnten Geburtstag krank wird und ins Krankenhaus muss. Kalle hat Angst, dass seine Großmutter sterben würde, doch sie erholt sich von ihrer Angina und nach einigen Tagen sind die beiden wieder zusammen in Omas Wohnung. An seinem zehnten Geburtstag führt Großmutter ein ernstes Gespräch mit ihrem Enkel, in dem sie ihm klarmacht, dass sie nicht ewig leben aber alles daransetzen werde, noch viele Jahre mit Kalle verbringen zu können.

## Rezeption
Georg Sponholz schreibt in seiner Buchrezension: „Das Thema Generationenkonflikt taucht in vielen Werken Peter Härtlings auf. Auch in dieser hochgelobten Erzählung über den Waisenjungen Kalle, der bei seiner Großmutter einzieht, spielt es eine Rolle. […] Härtling gelingt es, ernste Themen wie das Erwachsen- und das Altwerden sowie die Gegenwart von Tod und Verlust mit großem Feingefühl darzustellen. Er zeigt, dass Menschen immer miteinander auskommen, solange sie willens sind, den anderen zu verstehen und zu lieben.“ In der Jury-Bewertung des Deutschen Jugendliteraturpreises heißt es: „Peter Härtling ist mit diesem Kinderroman ein Werk gelungen, das in überzeugender Weise junge Leser mit den Problemen des Alterns, aber auch mit den Konsequenzen bekannt macht, die sich durch das Zusammenleben junger und alter Menschen ergeben. Ganz besonders hervorzuheben ist, dass diese Probleme durch die gefühlsmäßige Identifikation des Lesers mit der jungen Hauptperson des Buches nahegebracht werden können.“ Die Deutsche Lesegesellschaft schreibt über den Roman: „Ein vorbildliches Buch über das Zusammenleben von zwei völlig verschiedenen Generationen.“ und die Hannoversche Allgemeine meint: „Für Schmus ist in dieser trockenen Liebeserklärung an die Großmutter kein Platz.“

## Auszeichnungen
Oma wurde 1976 mit dem Deutschen Jugendliteraturpreis ausgezeichnet.

## Referenzen
Oma ist in dem literarischen Nachschlagewerk 1001 Kinder- und Jugendbücher – Lies uns, bevor Du erwachsen bist! für die Altersstufe 8+ Jahre enthalten.

## Ausgaben
- Oma. Beltz & Gelberg, 1975.

## Adaptionen

### Verfilmung
Das Buch wurde 1976 unter der Regie von Hans Borgelt unter dem Titel Kalles Oma verfilmt. Heidi Joschko spielte darin die Rolle der Großmutter.

### Hörspiele
In Deutschland entstanden zwei Hörspiele, ebenfalls unter dem Titel Oma.
1977 produzierte Radio Bremen eine knapp 58-minütige Hörspielfassung von Charlotte Niemann, die auch die Regie führte.
Es sprachen u. a. Rolf Becker (Erzähler), Lina Carstens (Oma) und Marcus von Bock (Kalle).
1979 entstand eine zweiteilige Fassung des Süddeutschen Rundfunks von Uta Woldt mit einer Gesamtlänge von 61 Minuten. Die Regie führte Waldemar Dannenhaus.
Hier sprachen u. a. Heinz Schimmelpfennig (Erzähler), Käthe Lindenberg (Oma) und Christian Corell (Kalle).